# 彭羅斯 (科羅拉多州)
彭羅斯（英語：Penrose）是位於美國科羅拉多州弗里蒙特縣的一個人口普查指定地區。

## 地理
彭羅斯的座標為38°25′36″N 105°00′27″W / 38.42667°N 105.00750°W，而該地最高點為海拔高度1627米（即5338英尺）。

## 人口
根據2010年美國人口普查的數據，彭羅斯的面積為46.20平方千米，均為陸地。當地共有人口3582人，而人口密度為每平方千米77人。